# Серваж

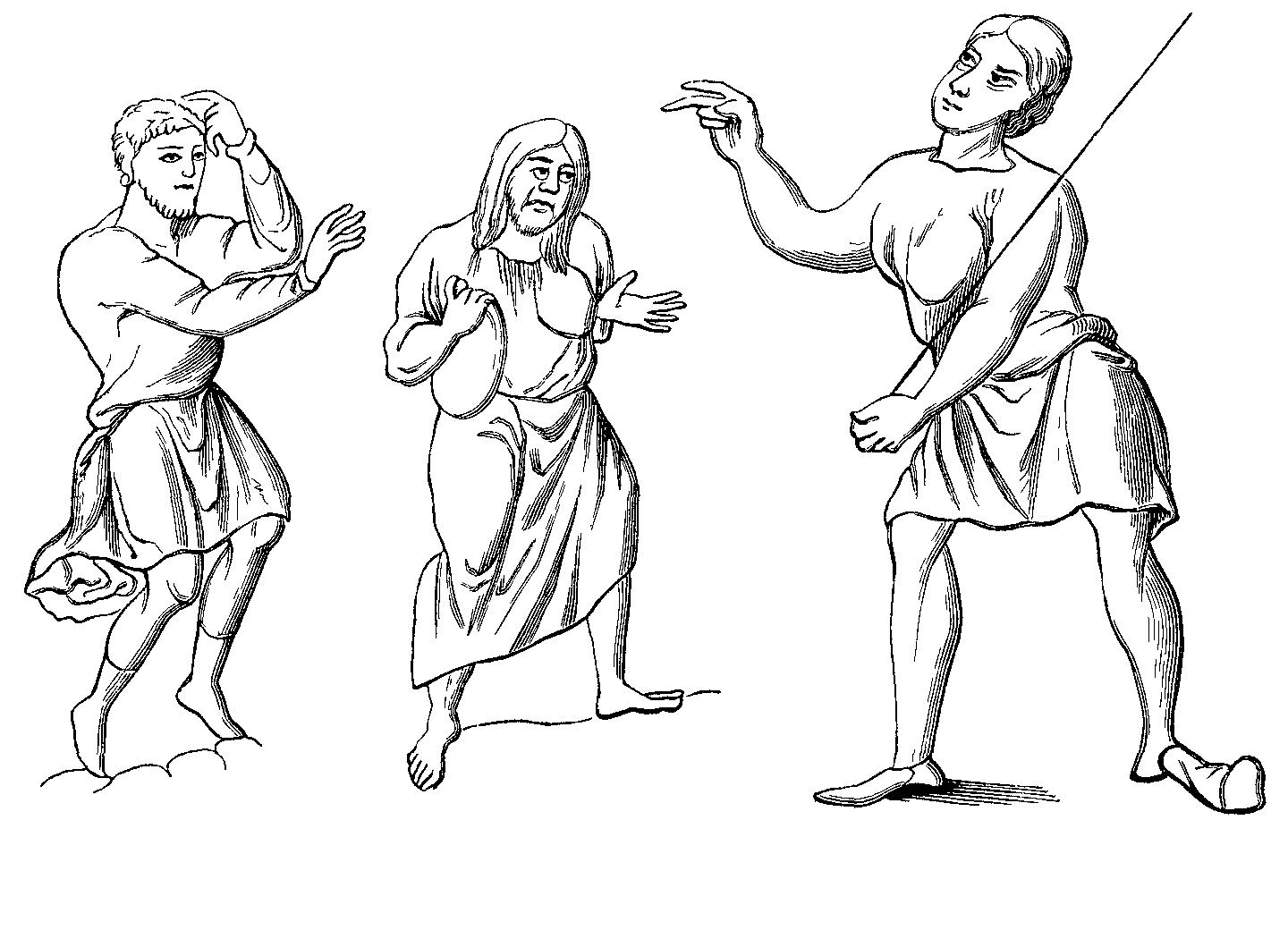
Костюмы сервов

Серва́ж (фр. servage, от serf (лат. servus) — раб) — вид феодальной зависимости крестьян средневековой Западной Европы. Он характеризовался личной связью серва (фр. serf — крепостной, от лат. servus — раб) с его сеньором и значительным ограничением личных и гражданских прав.
Сервы несли более тяжёлые повинности, чем другие категории феодальнозависимого крестьянства (неограниченная барщина, произвольная талья), не могли распоряжаться своей личностью и имуществом. В конце XII—XIII веков началось освобождение сервов от личной зависимости (за выкуп).
Иногда сервов называют крепостными Франции. Однако это неверно. А. Я. Гуревич, например, указывает, что «в XI-XIII вв. ни  в одном документе среди признаков серважа не упоминалось прикрепления к земле».
В иностранной литературе сервами нередко называют также и крепостных крестьян в дореформенной России.